# Benjamin Goodwin Chitwood
Benjamin Goodwin Chitwood (1907-1972) est un entomologiste et nématologiste américain.

## Publications

### 1950
- (en) Chitwood B.G. & Chitwood M.B., 1950. An introduction to nematology (BHL).